# Адольф Фрідріх Куніке
Адольф Фрідріх Куніке (нім. Adolph Friedrich Kunike; 25 лютого 1777, Грайфсвальд — 17 квітня 1838, Відень) — німецько-австрійський гравер, художник і видавець.

## Біографія
Адольф Фрідріх Куніке Народився 25 лютого 1777 року в Грайфсвальді, Німеччина. Його батьком, ймовірно, був Адольф Еберхард Куніке, майстер письма та обчислення в міській школі Грайфсвальда.
Після навчання та отримання ступеня кандидата наук в 1804 році вступив на навчання до Віденської академії мистецтв, де навчався мистецтву літографії безпосередньо у її винахідника Алоїза Зенефельдера. З 1808 по 1810 роки вивчав історичний живопис в Римі. У 1816 році в Мюнхені Куніке знову зустрівся з Алоїзом Зенефельдером, який допоміг йому в 1817 році відкрити власну літографічну майстерню. Поряд з портретами створив також численні видові гравюри, грунтуючись на роботах відомих художників свого часу (зокрема, Якоба Альта). Найбільш відомим продуктом цієї майстерні стала створена Куніке в 1820–1826 роках серія «264 види Дунаю» (нім. 264 Donau-Ansichten).

## Галерея

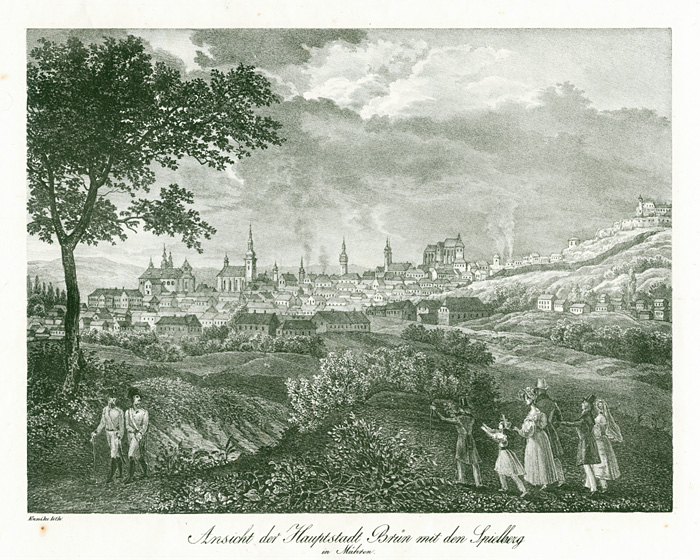
Гравюра Куніке «Панорама Брюнна»